# Zboněk
Zboněk je vesnice, část města Letovice v okrese Blansko. Nachází se asi 2,5 km na jih od Letovic. Prochází zde silnice I/43. Je zde evidováno 63 adres. Trvale zde žije 121 obyvatel.
Zboněk je také název katastrálního území o rozloze 1,33 km2.

## Název
V nejstarším písemném dokladu (z počátku 14. století) je vesnice jmenována jako Lbonov, nicméně výchozí podoba místního jména asi byla Lboň (v mužském rodě), což bylo odvozeno od osobního jména Lboň. Význam místního jména tudíž byl "Lboňův majetek". Z roku 1446 je poprvé doložena zdrobnělina Lboněk. Počáteční Z- vzniklo ve spojení z Lboňku zjednodušením hláskové skupiny -zlb- a včleněním předložky do jména. Mezi 16. a 19. stoletím bylo jméno všelijak komoleno (Lbuněk, Zbojník, Žbonek, Spinek).

## Osobnosti
- Jitka Ševčíková (1945–2023) – knihovnice, regionální historička.

## Fotogalerie

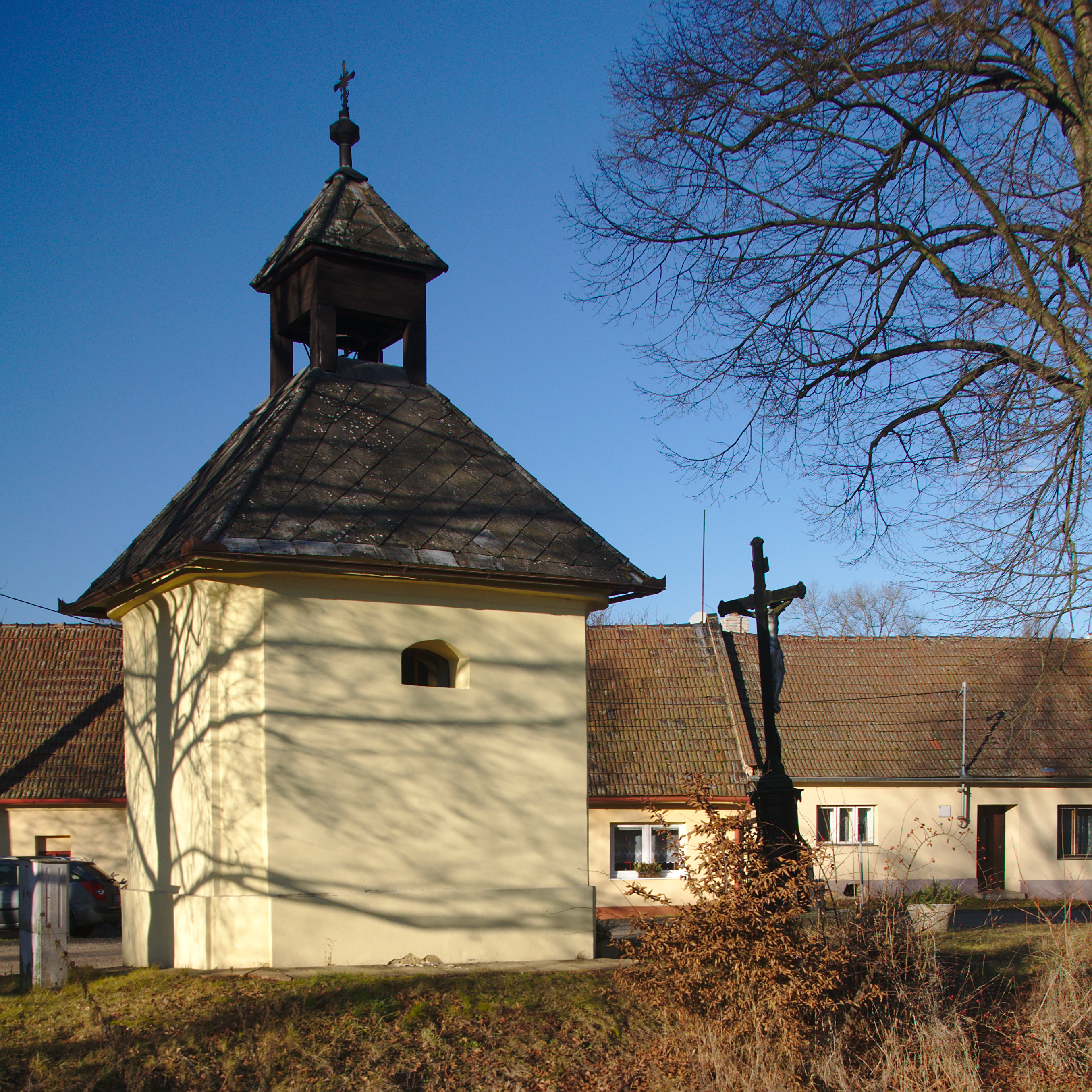
Kaple
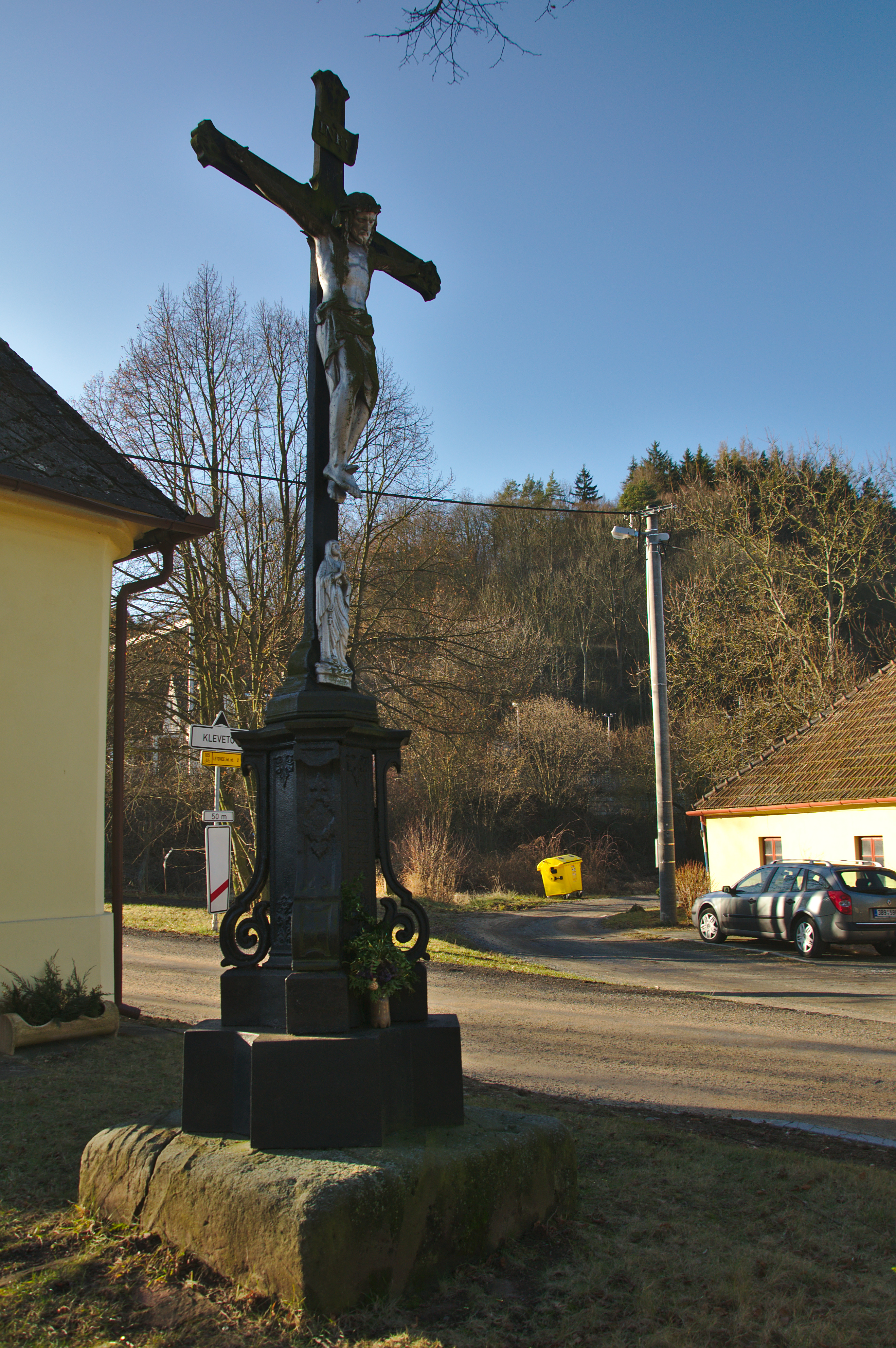
Kříž před kaplí
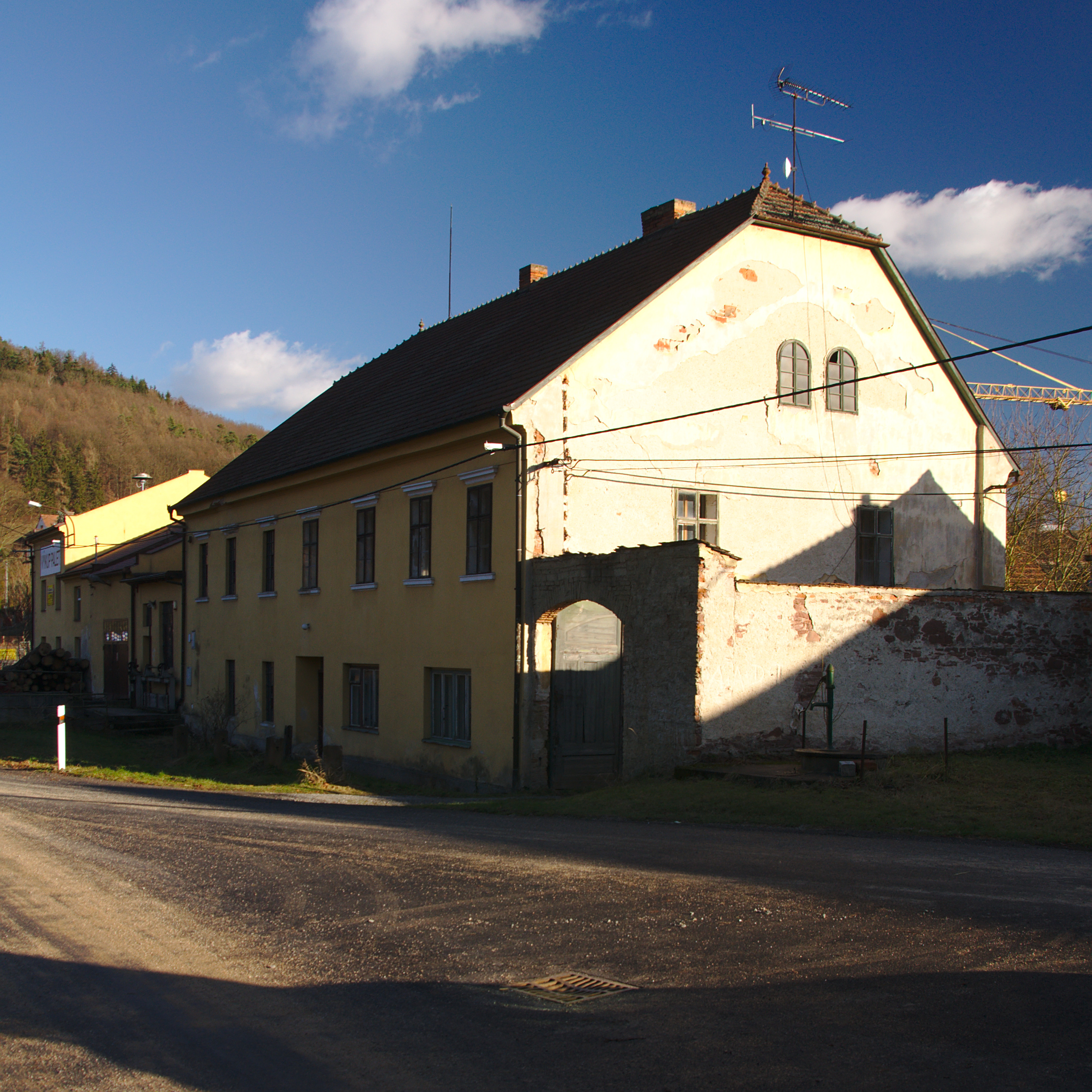
Pila
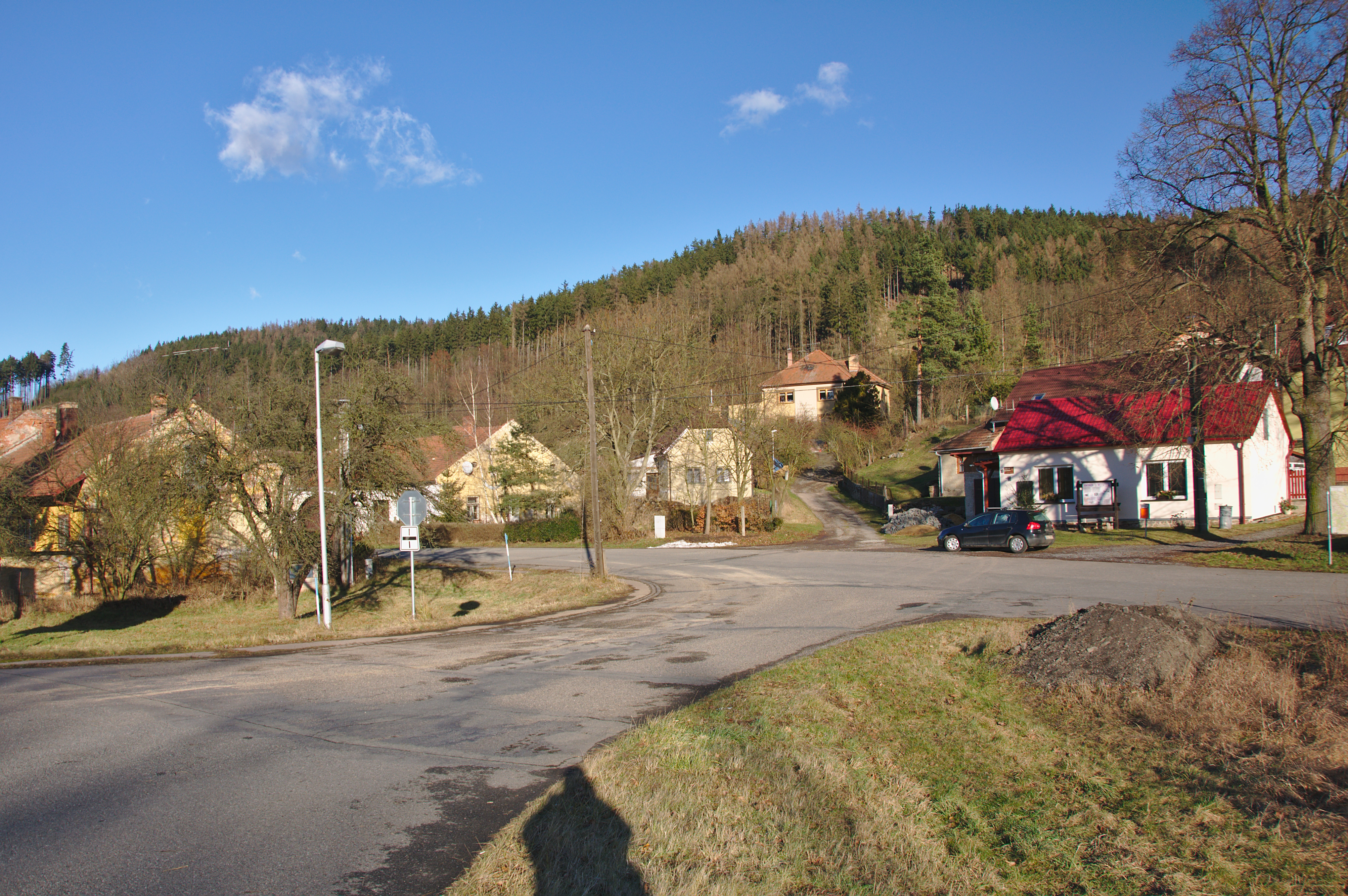
Silnice I-43 procházející středem obce
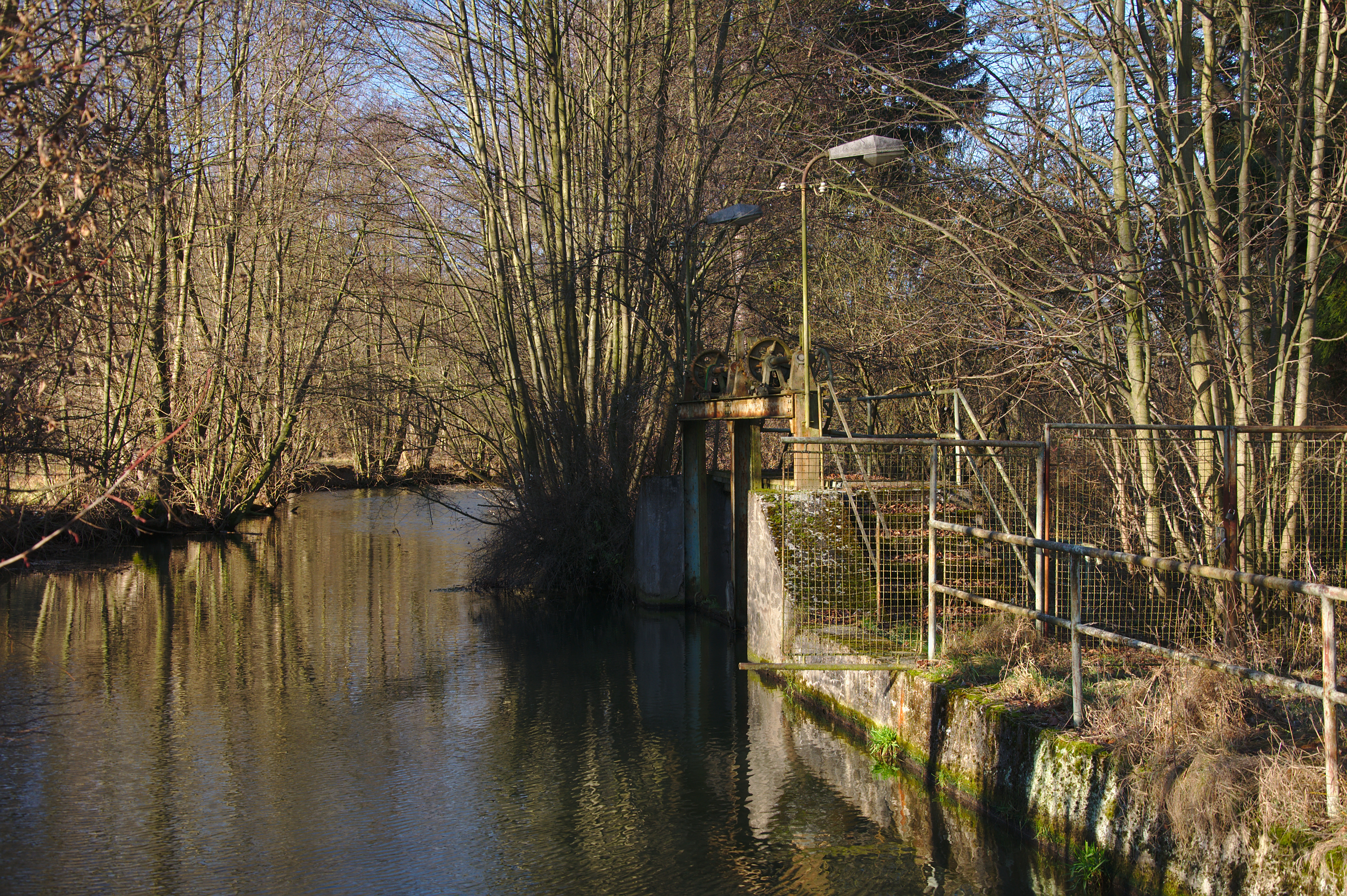
Vodní kanál
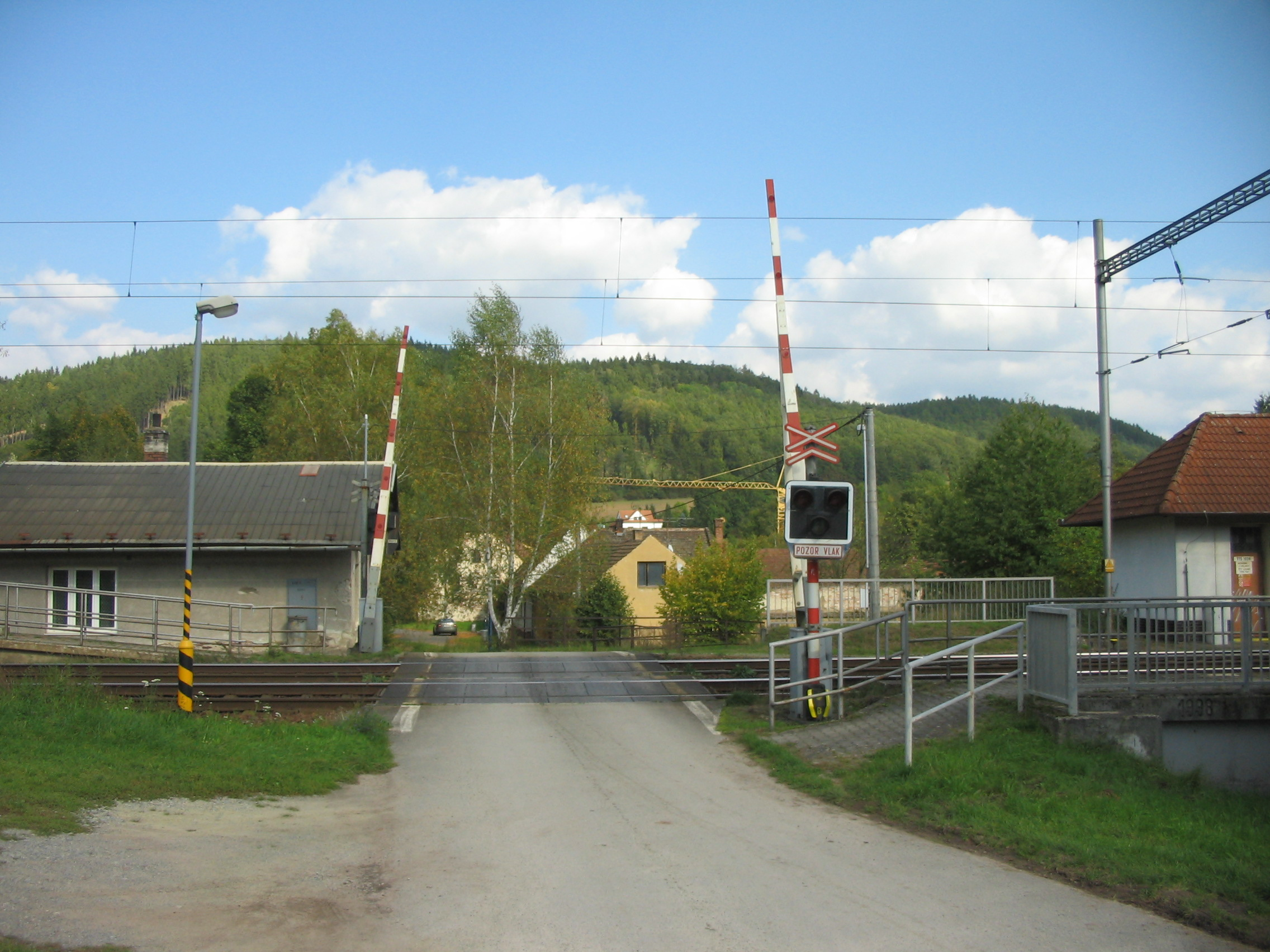
Železniční přejezd mezi Zboňkem a Klevetovem